# Cratere Ocampo
Ocampo  è un cratere sulla superficie di Marte.